# Schwageriniformis
Schwageriniformis es un género de foraminífero bentónico de la subfamilia Schwagerininae, de la familia Schwagerinidae, de la superfamilia Fusulinoidea, del suborden Fusulinina y del orden Fusulinida. Su especie tipo es Triticites schwageriniformis. Su rango cronoestratigráfico abarcaba desde el Moscoviense hasta el Gzheliense (Carbonífero superior).

## Discusión
Clasificaciones más recientes incluyen Schwageriniformis en superfamilia Schwagerinoidea, y en la subclase Fusulinana de la clase Fusulinata. Otras clasificaciones lo han incluido en la subfamilia Triticitinae de la familia Triticitidae.

## Clasificación
Schwageriniformis incluye a las siguientes especies:
- Schwageriniformis baisunensis †
- Schwageriniformis bellus †
- Schwageriniformis calitvicus †
- Schwageriniformis fusiformis †
- Schwageriniformis gissaricus †
- Schwageriniformis karavanensis †
- Schwageriniformis kurshabensis †
- Schwageriniformis rarus †
- Schwageriniformis rosovskyi †
- Schwageriniformis perstabilis †
- Schwageriniformis petchoricus †
  - Schwageriniformis petchoricus brevis †
  - Schwageriniformis petchoricus varsanofieva †
- Schwageriniformis schwageriniformis †
  - Schwageriniformis schwageriniformis mossquensis †